# يوبيمنتس
يوبيمنتس هي شركة تكنولوجيا مالية كويتية، أنشئت عام 2016 ومقرها بالكويت.

## تاريخها
تأسست يوبيمنتس على يد علي الحبشي عام 2016، وهو يشغل حاليًا منصب الرئيس التنفيذي للعمليات. لاحقًا، انضمّ ناصر الحميدي إلى الشركة كشريك مؤسّس، ويتولّى منصب الرئيس التنفيذي.
في سبتمبر 2019، تلقت شركة يوبيمنتس تمويلاً لم يكشف عن قيمته من قبل المستثمرين حمد علي البحر وسعود فريد العوجان، وذلك لدعم تطوير حلول الدفع الخاصة بها.
في مارس، أطلقت يوبيمنتس خدمة سامسونج باي لأول مرة في الكويت بالتعاون مع بنك الكويت الوطني، لأتاحة إجراء عمليات الدفع الرقمية للعملاء عبر محفظة سامسونج باي. في مايو، أطلقت الشركة ميزة جديدة ضمن خدمة «URent» لتسهيل دفع وتحصيل الايجارات من خلال كي فاست. في أغسطس، منح بنك الكويت المركزي يوبيمنتس رخصة الدفع الإلكتروني، لتقوم بتقديم خدمات الدفع الرقمية بشكل رسمي في الكويت، في عام 2021، بلغت إجمالي العمليات المالية التي أجرتها الشركة 689 مليون دولار.
في فبراير 2022، وقعت يوبيمنتس اتفاقية شراكة مع شركة الاتصالات المتنقلة زين لتوفير الخدمات للشركات الناشئة والتي تعمل في مجال المدفوعات الإلكترونية والمواقع الإلكترونية ومقرها بالكويت.
في ديسمبر 2024، استحوذ بنك الكويت الوطني على حصة أغلبية في يوبيمنتس بلغت 51% من رأسمال الشركة.

## الجوائز
صنفت يوبيمنتس كواحدة من أفضل 25 شركة في مجال التكنولوجيا المالية من قبل فوربس الشرق الأوسط عام 2022، كما حصلت من قبل شركة Valuer.ai على تصنيف أفضل شركة تكنولوجيا مالية في الكويت، كما حصدت جائزة أفضل مزود خدمة إلكترونية بالكويت من شركة Pan Finance. في يناير 2023، حصدت الشركة جائزة أفضل مزود لحلول الدفع الإلكتروني الأكثر ابتكاراً في الكويت من قبل المجلة البريطانية The Global Economics. 	

## وصلات خارجية
- الموقع الرسمي